# Qi (kung)

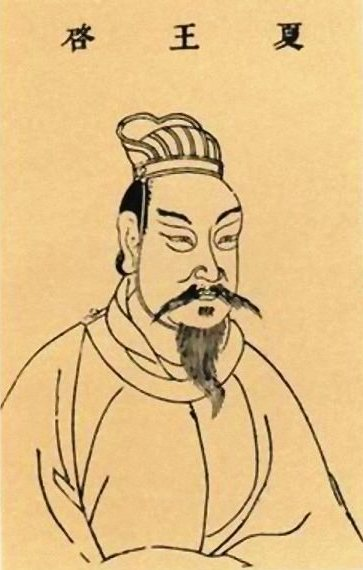
Qi (kung)

Qi (启; 啟; Qǐ) var en kung under den kinesiska Xiadynastin och regerade från 1904 till 1889 f.Kr. Qi var son till kung Yu, grundaren av Xiadynastin, och Qi blev regent efter att kung Yu avlidit under en resa.
Qi tros ha grundat staden Xinzhai och även gjort Anyi till huvudstad.
Under sitt fjortonde år som regent avled Tai Kang, och efterträddes av sin son Tai Kang.
Qis biografi är beskriven i de historiska krönikorna Shiji och Bambuannalerna.